# 瓦迪斯瓦夫·雷蒙特
瓦迪斯瓦夫·斯坦尼斯瓦夫·雷蒙特（Władysław Stanisław Reymont，1868年5月7日—1925年12月5日），原名斯坦尼斯瓦夫·瓦迪斯瓦夫·雷伊门特（Stanisław Władysław Rejment），是一名波兰作家。他是1924年的诺贝尔文学奖获得者。
雷蒙特的洗礼证书中列出他的本姓为“雷伊门特”（Rejment）。在首次出版作品时他改掉了自己的姓名；据猜测，可能是为了避免在被俄罗斯占领的波兰地区未经沙皇审查机构允许而在加利西亚出版作品所带来的麻烦。热衷于雷蒙特作品的Kazimierz Wyka认为，改名原因可能是为了避免与“rejmentować”一词产生联系，该词在一些波兰方言中的意思是“诅咒”。

## 生平
雷蒙特少年時代當過小販，學過裁縫，在走江湖的戲班子跑過龍套，在鐵路上做過小職員，甚至充當過修道士。萊蒙特在回憶自己的青少年生活時，不無感慨地說：「儘管我多方面的努力和奮鬥，我發現自己還是落到最底層」。19世紀80年代，雷蒙特開始文學創作，先是短篇小說，之後陸續出版長篇小說《女喜劇演員》、《酵母》、《福地》、《農民》等。

## 主要作品
- 最著名的作品是長篇小說《農民》，作者因這部作品獲得1924年諾貝爾文學獎。一年四季秋、冬、春、夏正好構成小說的四個單元，作者以此涵蓋普卜村的生活，不但寫出當地富戶之間的明爭暗鬥，寫出地主對農民的殘酷盤剝，也寫出貧苦農民的反抗和人性，而且傳神地介紹他們的生活習俗和自然環境。為此，人們稱讚《農民》是世紀之交波蘭農村生活的百科全書除了《農民》這部作品，還有《女喜劇演員》、《酵母》、《福地》等小說作品。[1]

## 作品的中譯
- 諾貝爾文學獎全集編譯委員會/ 編譯，《葉慈(1923)/雷夢德(1924)》，台北市：九華文化出版，1980年。
- 宋碧雲/譯，《農夫們》，台北市：遠景出版，1992年再版。
- 李斯等人/譯，《農民們》，長春市：時代文藝，2006年。